# حق توسعه
حقِ توسعه حقی است که در برخی اسناد بین‌المللی به آن اشاره شده و بسیار مورد بحث واقع‌شده، با این حال معنای کم‌وبیش مبهمی دارد.
اعلامیه در مورد حق توسعه مجمع عمومی سازمان ملل متحد (۱۹۸۶) آن را اینچنین تعریف کرده‌است: «حق توسعه یکی از حقوق جدایی‌ناپذیر بشری است که از رهگذار آن هر باشندهٔ انسانی و تمامی مردمان استحقاق آن را دارند که در توسعه‌ای اقتصادی، اجتماعی، فرهنگی و سیاسی که در آن تمامی حقوق بشر و آزادی‌های بنیادین تحقق می‌یابد، مشارکت جسته، سهیم گشته و بهره‌مند گردند.» حق توسعه در این معنا در اعلامیه حقوق بشر و دو میثاق بین‌المللی حقوق بشر ریشه دارد.
اگرچه در این موضوع تردیدی وجود ندارد که هر دولت و هر اجتماعی حق دارد با اتکای به خود و بدون پایمال کردن حقوق دیگران به هر نحو که مناسب بداند پیشرفت کند، اما کشورهای در حال توسعه گاه حق توسعه را به معنای حق دریافت مساعدت برای دستیابی به سطحی از توسعه که قابل مقایسه با وضعیت کشورهای توسعه‌یافته باشد، تفسیر می‌کنند. چنین تفسیری مورد مخالفت پیوسته کشورهای توسعه‌یافته قرار گرفته‌است و به همین جهت نمی‌تواند در زمرهٔ حقوق بین‌الملل عرفی قرار گیرد. از نظر کشورهای شمال هیچ تکلیف قانونی برای اعطای کمک وجود ندارد مگر آن‌که دولتی در این مورد تعهدی را پذیرفته باشد. دیوان بین‌المللی دادگستری در قضیه نیکاراگوئه مقابل آمریکا (۱۹۸۶) این نظر را پذیرفته که اعطای کمک ماهیتی یک‌جانبه و داوطلبانه دارد.

## بررسی حق توسعه توسط شورای حقوق بشر
بنا بر گزارش سایت شورای حقوق بشر سازمان ملل در ژنو، ۱۴ سپتامبر ۲۰۱۷، شورای حقوق بشر گفتگویی را با سعد الفررجی گزارشگر ویژه حول حق توسعه شروع کرد. الفررجی در ارائه گزارش خود، یادآور شد که بیش از ۳۰ سال پس از تصویب اعلامیه حق توسعه، حق توسعه اجرا نشده‌است. میلیاردها نفر در سراسر جهان نیاز به پیشرفت در زندگی خود دارند و حق دارند حقوق بشر خود را داشته باشند.
این شورا همچنین دیالوگ خود با کارشناس مستقل حول یک نظم دموکراتیک و منطقی بین‌المللی و گزارشگر ویژه حول تأثیر منفی تدابیر زورمندانه یکسویه در رابطه با برخورداری از حقوق بشر را به نتیجه رساند. ورین سودویند انتویک لونگزپولیتیک عنوان کرد که زنان و غیرشیعی‌ها از انتخابات اخیر در ایران بنا به قانون اساسی ایران حذف شدند. این کشور در یک ماجراجویی نظامی خارجی فزاینده وارد شده‌است.

## ترجمه اعلامیه حق بر توسعه (declaration on the right to development)
ترجمه اعلامیه حق بر توسعه - 1986